# Анна Марія Мекленбург-Шверінська
Анна Марія Мекленбург-Шверінська (нім. Anna Maria von Mecklenburg-Schwerin; 1 липня 1627 — 11 грудня 1669) — принцеса Мекленбурзька з Мекленбурзької династії, донька герцога Адольфа Фрідріха I та Анни Марії Східно-Фрісландської, дружина першого герцога Саксен-Вайссенфельсу Августа.

## Життєпис
Анна Марія народилась 1 липня 1627 року у Шверіні. Вона була четвертою дитиною та другою донькою в родині герцога Мекленбург-Шверіна Адольфа Фрідріха I та його першої дружини Анни Марії Східно-Фрісландської. Дівчинка мала старших братів Крістіана Людвіга та Карла й сестру Софію Агнесу.
Через війну, що загрожувала Мекленбургу, дітей вивезли до Швеції, а згодом — відправили до Данії, де вони перебували під наглядом вдовіючої королеви Софії, що походила з Мекленбурзької династії. Від 1629 року їхнім вихованням займалася вдовіюча курфюрстіна Саксонії Ядвіга Данська, у замку Ліхтенбург в Преттіні. Після її смерті, 1642 року Анна Марія повернулася до Шверіну. В живих вона застали лише батька, оскільки матір пішла з життя за вісім років до цього.
У 20 років принцеса взяла шлюб із 33-річним принцом Саксонії Августом, другим сином правлячого курфюрста Йоганна Георга I. Церемонія вінчання пройшла 23 листопада 1647 року у Шверіні. Після весілля Анна Марія залишила рідне місто, згодом побувавши у ньому лише одного разу в 1651 році, навідуючи батька.

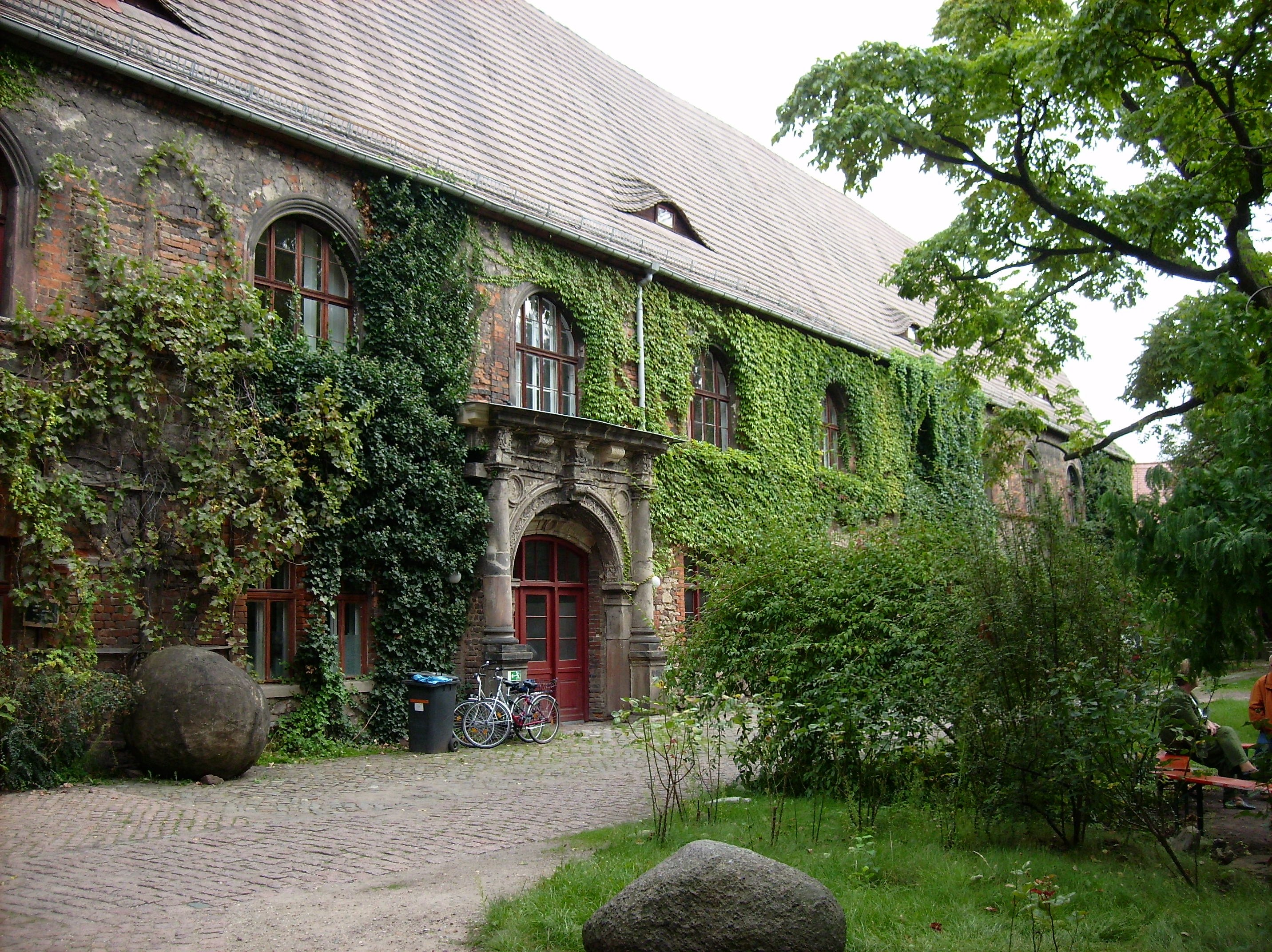
Нова резиденція в Галле

У подружжя з'явилося дванадцятеро дітей. Родина проживала в замку, що отримав назву Нової резиденції, в Галле.
1657 року, після смерті батька та домовленості з братами щодо поділу територій, Август створив нове герцогство Саксен-Вайссенфельс, яке продовжувало розширятися протягом його життя.
1660 року був закладений перший камінь в будівництво нового герцогського палацу Ной-Ауґустенбург.
Анна Марія пішла з життя майже за місяць після весілля старшої доньки, 11 грудня 1669 року. Похована у склепінні під вівтарем церкви Святої Трійці замку Ной-Ауґустенбург.

## Родина

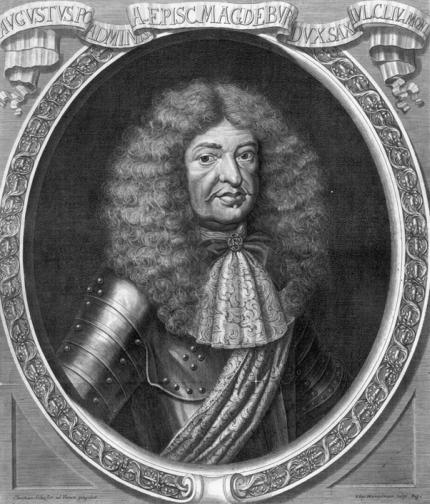
Август Саксен-Вайссенфельський

Чоловік — Август Саксен-Вайссенфельський
Діти:
- Магдалена Сибілла (1648—1681) — дружина герцога Саксен-Гота-Альтенбургу Фрідріха I, мала восьмеро дітей;
- Йоганн Адольф (1648—1681) — наступний герцог Саксен-Вайссенфельський у 1680—1697, був двічі одружений, мав одинадцятеро дітей від першого шлюбу;
- Август (1650—1674) — пробст єпархії Магдебурга, був одружений із Шарлоттою Ешевеґською, мав із нею єдину дитину, яка померла при народженні;
- Крістіан (1652—1689) — саксонський генерал-фельдмаршал-лейтенант, загинув при облозі Майнца під час війна за Пфальцьку спадщину, одружений не був, дітей не мав;
- Анна Марія (1653—1671) пішла з життя у 17-річному віці, бездітною та неодруженою;
- Софія (1654—1724) — дружина князя Ангальт-Цербста Карла Вільгельма, мала трьох дітей;
- Катерина (1655—1663) померла в дитячому віці;
- Крістіна (1656—1698) — дружина князя-єпископа Любека Августа Фрідріха Гессен-Готторпського, дітей не мали;
- Генріх (1657—1728) — перший герцог Саксен-Вайссенфельс-Барбі, був одружений із Єлизаветою Альбертіною Ангальт-Дессауською, мав із нею п'ятеро дітей;
- Альбрехт (1659—1692) — принц Саксен-Вайссенфельський, був одружений із Крістіною Терезою Льовенштайн-Вертхайм-Рошфор, мав із нею двох доньок;
- Єлизавета (1660—1663) померла в дитячому віці;
- Доротея (1662—1663) померла немовлям.